# Pitcairnia kirkbridei
Pitcairnia kirkbridei là một loài thực vật có hoa trong họ Bromeliaceae. Loài này được L.B.Sm. & Read miêu tả khoa học đầu tiên năm 1977.